# Giuseppe Virgili
Giuseppe Virgili (Udine, 1935. július 24. – Firenze, 2016. június 10.) válogatott olasz labdarúgó, csatár, edző.

## Pályafutása

### Klubcsapatban
Az RF Udinese korosztályos csapatában kezdte a labdarúgást. 1952-ben az Udinese első csapatában mutatkozott be. 1954-ben Fiorentinához szerződött. Tagja volt az 1955–56-os bajnokcsapatnak. Négy idény után a Torino FC igazolta le, ahol két szezont töltött el. 1960 és 1962 között az AS Bari, 1962 és 1965 között a Livorno, 1965-66-ban a Taranto játékosa volt. 1966-ban fejezte be az aktív labdarúgást.

### A válogatottban
1955 és 1957 között hét alkalommal szerepelt az olasz válogatottban és két gólt szerzett. 1955. november 27-én Budapesten Magyarország ellen debütált a csapatban, ahol 2–0-s vereséget szenvedtek.

### Edzőként
1978-79-ben a Gubbio vezetőedzője volt.

## Sikerei, díjai
ACF Fiorentina
- Olasz bajnokság (Serie A)
  - bajnok: 1955–56